# Astragalus pullus
Astragalus pullus är en ärtväxtart som beskrevs av George Simpson. Astragalus pullus ingår i släktet vedlar, och familjen ärtväxter. Inga underarter finns listade i Catalogue of Life.